# Tana (fleuve)
Pour les articles homonymes, voir Tana.
Le Tana est le fleuve le plus long du Kenya avec un cours de 700 kilomètres.

## Cours
Le fleuve prend sa source dans les montagnes Aberdare à l'ouest de Nyeri. Il coule vers l'est au départ avant de tourner vers le sud autour du massif du mont Kenya. Le fleuve s'écoule ensuite dans les réservoirs de Masinga et Kiambere formés par les barrages de Kindaruma. En aval du barrage, le fleuve tourne vers le nord et coule vers la frontière nord-sud entre les parcs nationaux de Meru, Kitui, Bisanadi, Kora et Rabole. Dans les parcs nationaux, le fleuve se dirige vers l'est puis vers le sud-est.
Il traverse les villes de Garissa, Hola et Garsen avant de se jeter dans l'océan Indien dans la baie d'Ungwana.

## Historique
Il a été exploré dans la seconde moitié du XIXe siècle par Clemens et Gustav Denhardt et Gustav Adolf Fischer.